# ОШ „Вук Караџић” Неготин
ОШ „Вук Караџић” у Неготину државна је установа основног образовања, почела са радом 1824. године. Она наставља традиције прве образовне институције - Прве грађанске школе у Неготину.

## Историјат
Први учитељи у тој српској школи били Сима Живковић и Петар Марковић. Након ослобођења Крајине од Турака 1933. године и доношења Устава народних школа у Књажевству Србије већ 1834. године у Неготину је отворена Нормална школа са 2 разреда, 2 учитеља и 50 ђака. Први учитељи ове школе били су Живојин Кречки (учитељ старије класе ) и Тома Бабић (учитељ млађе класе).
Неготин, као трговачка варош, брзо се развијао па су његови грађани, варошки трговци, имали потребе за описмењавањем своје деце те је број ђака у Неготинској школи из године у годину брзо растао. Већ 1836. године у срезу Крајинском била је једна државна (Неготинска школа) и 3 општинске школе са 5 учитеља (у Неготину - 2) и 216 ђака.
Године 1850. у Неготину је отворена и Женска школа (као четврта у Србији после Београда, Параћина и Доњег Милановца) која је већ у првој години имала 40 ученица.
Своју прву, праву школску зграду Неготин је добио 1910. године. Зграда је у то време била најлепша грађевина у Неготину и једна од најлепших школа у Србији. Школска зграда и данас служи својој функцији, прелепо изгледа и представља споменик културе у нашој републици.
Све до 1953. године и Неготину је постојала само једна основна школа када је извршена њена подела на две: Прву основну школу „Вук Караџић” и Другу основну школу која је добила име „Вера Радосављевић” али су обе школе радиле у истој школској згради све до септембра 1964. године. У једној школској згради тада је радило 1.524 ученика у 53 одељења и радило се у 3 смене.